# Бік Ігор Гаррійович
Ігор Гаррійович Бік (також помилково — Ігор Гаррієвич Бік; нар. 6 вересня 1960) — радянський та український футболіст, захисник. Згодом — дитячий тренер і футзальний суддя. Був кандидатом у майстри спорту з футболу. Арбітр ФІФА з футзалу.

## Життєпис
1976 року закінчив відділення футболу в спортінтернаті. Вихованець харківської школи інтернату спортивного профілю. У дев'ятнадцятирічному віці дебютував у харківському «Авангарді» у Першій лізі СРСР, проте закріпитися в команді йому не вдалося. 1981 року розпочав виступати за харківський «Маяк», який через рік став клубом другої ліги СРСР. Бік грав за «Маяк» протягом двох років, був гравцем основи. Потім, протягом трьох років був гравцем основного складу бєлгородського «Салюта». 1988 року повернувся в «Маяк» і грав там наступні три сезони. У складі білгородського «Енергомаш» виступав в останньому розіграші Другої ліги СРСР.
Потім грав в аматорських клубах Харківської області — куп'янському «Металурзі» та балаклійському «Цементнику». Виступав за мерефський «Авангард» в аматорському чемпіонаті України. Завершив кар'єру у складі харківського «ВлаСКо» 1995 року.
По завершенні кар'єри футболіста став дитячим тренером у харківському «Металісті». Серед його вихованців воротар Денис Сидоренко.
Ігор Бік також був футзальним арбітром. Обслуговував гри чемпіонату України з футзалу з 1994 року. У сезоні 1998/99 увійшов у десятку найкращих арбітрів турніру. З 2003 року — арбітр ФІФА. Ігор також працював як спостерігач арбітражу, хронометрист та інспектор. Бік обслуговував матчі чемпіонату протягом 17 років, як найкращий арбітр України обслуговував матчі чемпіонату Європи. Працював на матчах кваліфікації чемпіонату Європи.